# Nowa Sagora

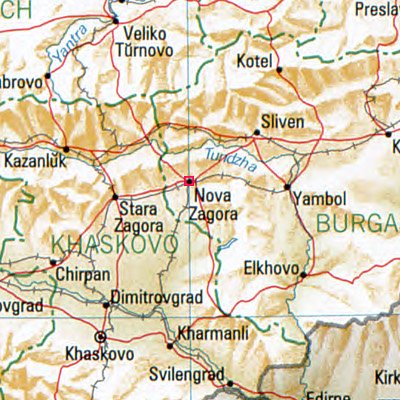
Nowa Sagora (rotes Viereck) – Bulgarien – Nachbarorte: Stara Sagora, Jambol, Elchowo, Charmanli, Dimitrowgrad, Tschirpan, Kasanlak, Weliko Tarnowo, Kotel, Sliwen

Nowa Sagora (auch Nova Zagora und Nova-Sagora) [ˈnɔvɐ zɐˈɡɔrɐ] (bulgarisch Нова Загора) ist eine Stadt in Zentralbulgarien, in der Oblast Sliwen, 32 km östlich von Stara Sagora.
In der deutschen Übersetzung heißt Nowa Sagora „Neu-Sagora“. Nach Sliwen ist Nowa Sagora die zweitgrößte Stadt in der Oblast Sliwen.
Nowa Sagora ist administratives Zentrum der gleichnamigen Gemeinde Nowa Sagora, die 48.000 Einwohner hat und 33 Dörfer umfasst.

## Geographie
Die Stadt liegt im nördlichen Teil der Oberthrakischen Tiefebene. Das Gelände ist relativ eben. Der fruchtbare Boden (Bodentyp: Chromic Luvisols) und der Reichtum an natürlichen Wasserquellen begünstigen die Landwirtschaft in dieser Region.

## Verkehr
Nowa Sagora liegt an der Kreuzung der Straßen zweiter Ordnung II-55 und II-66. Eisenbahnverbindungen bestehen nach Plowdiw und Burgas.

## Geschichte

### Frühgeschichte
Die ersten menschlichen Lebensspuren in diesem Gebiet datieren etwa von Ende des 7. bis Anfang des 6. Jahrtausends v. Chr. Sie sind in den untersten Kulturschichten des Siedlungshügels Nowa Sagora zu finden sowie im Siedlungshügel Gjundijska (Гюндийска) – im nordöstlichen Teil von Nowo Sagora, weiterhin im Siedlungshügel Karanowo (Карановска селищна могила), Siedlungshügel Patschnika (Пачника) – bei Korten (Кортен), Siedlungshügel Djado-Nenowa (Дядо-Ненова) – bei Konjowo (Коньово) und andere. Insgesamt gibt es im Gebiet Nowa Sagora 26 Grabhügel, das Gebiet hat damit die größte Dichte an Siedlungshügeln in Bulgarien.
Die archäologischen Grabungen in den Siedlungshügeln Dipisiska (bulg. Дипсизка), Karanowska (bulg. Карановска), Djadowska (bulg. Дядовска, Anmerkung: wahrscheinlich identisch mit Djado-Nenowa), Nowosagorska (bulg. Новозагорска, identisch mit Nowa Sagora) trugen wesentlich dazu bei, die kulturelle Entwicklung dieser uralten Siedlungsplätze zu verstehen.
Bekannt sind die Namen der archäologischen Kulturen: Nowa Sagora, Asenowez (bulg. Асеновец), Esero, Karanowo.
Seit über 40 Jahren nehmen Wissenschaftler aus den Niederlanden, Österreich, Japan, Großbritannien und Russland an der archäologischen Erforschung der Region um Nowa Sagora teil.
Aus der Periode 5.–4. Jahrhundert v. Chr. wurden 66 Objekte aus der späten Eisenzeit gefunden und 74 Objekte aus der römischen Periode. Dabei handelt es sich meist um kleine, unbefestigte Dörfer, aber auch um 6 Festungen, die während der Antike errichtet wurden, sowie über 500 Grabplatten. Marmorstatuen von Zeus, Hera, Apollon, Asklepios und Herakles sowie Opferplatten des Thrakischen Reiters geben Informationen zu 20 Heiligtümern, die im untersuchten Gebiet gefunden wurden. Sie liegen an Quellen, auf Berggipfeln oder in antiken Dörfern.
Die gefundenen Arbeitsgeräte und Alltagsgegenstände ermöglichten einen Einblick in die wirtschaftliche Tätigkeit. Es wurden reichlich thrakische Waffen gefunden – Krummmesser (eine Art Schwert und weit verbreitete Waffe der Thraker), Eisenspitzen von Lanzen, Bronzehelme.
Die gefundene importierte griechische Keramik, Bronzegefäße, Schmuckgegenstände und Münzenschätze zeugen von der intensiven wirtschaftlichen Tätigkeit in der Region.

### Mittelalter
Auch während der Herrschaft des Byzantinischen Reiches setzte sich der wirtschaftliche Aufschwung der Region fort, teilweise begünstigt durch die relative Nähe zur Hauptstadt Konstantinopel. Im 5. und 6. Jahrhundert n. Chr. wurden Wehranlagen gebaut, um den Zugang zur Hauptstadt Konstantinopel zu sichern. Es wurden einige Festungen gebaut bzw. erneuert – an den Hängen der Swetlijski-Anhöhen (bulg. Светиилийските възвишения), des kleinen Gebirges Sredna Gora und des Balkangebirges. Diese Festungen erscheinen dem heutigen Betrachter ziemlich groß, sie liegen an unzugänglichen Bergkämmen und strategisch wichtigen Stellen, umgeben von steilen Berghängen und Flüssen. Heute sind von ihnen nur noch Ruinen übrig – Festungen bei Schrebtschewo (bulg. Жребчево), Banja (bulg. Баня), Sadijsko Pole (bulg. Съдийско поле) und auf dem Gipfel Sweti Ilija (bulg. връх Свети Илия).
Vielleicht nicht von ihrer Größe her, aber von ihrer Bedeutung her war die Festung Wjadiza (bulg. Вядица; oder Wjatniza – bulg. Вятница) wichtig. Sie wurde in historischen Quellen erwähnt und wird in einigen archäologischen Veröffentlichungen mit dem heutigen Nowa Sagora verbunden. Unbestritten ist jedoch, dass diese Festung nicht auf dem Gebiet des heutigen Nowa Sagora stand, sondern wahrscheinlich in der Nähe – an den Hängen der Sredna Gora. Andere Forscher (N. Kojtsche, bulg. Н. Койчев) halten die Überreste im Gebiet Kara Orman (bulg. Кара орман) – bei den Dörfern Sadiewo (Съдиево) und Kameno (Камено) für die Überreste dieser Festung.
Im Gebiet der heutigen Stadt wurden die Überreste von zwei mittelalterlichen Siedlungen und Nekropolen entdeckt, die interessante Funde enthielten: vergoldete Armreife und Ohranhänger, Bleisiegel, mit denen die Korrespondenz versiegelt wurde. Einer der Siegelstempel war vom Despoten Stefan Kondostefan (Anmerkung: 986 ??) – Schwiegersohn des Kaisers. Es wird angenommen, dass das Land in der Region Nowa Sagora kaiserliches Eigentum war – während der Dynastie der Komnenen im Byzantinischen Reich (Ende 11./12. Jh.).
Im 13. und 14. Jahrhundert fanden in den bulgarischen Gebieten immer wieder Kämpfe zwischen aufsässigen Boljaren statt, die die selbständige zentrale Macht in Tarnowo (der alten Hauptstadt Bulgariens) anstrebten, sowie Kämpfe zwischen Bulgarien und dem Byzantinischen Reich.
Die letzte längere Angliederung der Region Nowa Sagora an das Bulgarische Reich war während der Regierungszeit von Swetoslaw Theodor von Bulgarien (bulg. Светослав Тертер) (1300–1321) und Iwan Alexander von Bulgarien (bulg. Иван Александър) (1331–1371).
Zur Eroberung dieses Gebietes durch die Osmanen gibt es von Seiten der Geschichtswissenschaft verschiedene Vorstellungen. Das späteste mögliche Datum liegt nach der Schlacht bei Tschernomen (bulg. Черномен, Anmerkung: Ormenio in Griechenland ???; Schlacht bei Tschernomen, bulg. битката при Черномен) 26. September 1371. Weitere schriftliche Belege existieren aus dem 15. Jahrhundert.

### Osmanische Geschichte
In der Zeit der osmanischen Herrschaft nahmen die Bewohner der Stadt und der Umgebung am Kampf gegen die fremden Herren teil. Bekannt sind die Heiducken und die Heiduckenführer Galab Wojwoda (Гълъб войвода), Kara Koljo (Кара Кольо), Dimitar Kalatschlijata (Димитър Калъчлията), Peju Bojuklijata (Пею Буюклията), Gentscho Kargow (Генчо Къргов), Mara die Haiduckin (Мара хайдуткиня) und andere. Im Gebiet Nowa Sagora kämpften die Heiducken Panajot Chitow und Filip Totju (Филип Тотю).
Die Bewohner von Nowa Sagora waren mit unter den Ersten, die sich dem Kampf um die kirchlich-nationale Unabhängigkeit bereits 1836 anschlossen.
Wassil Lewski gründete – wie er es auch in vielen anderen Städten tat – ein Revolutionskomitee in der Stadt, dem Lehrer, Händler und Handwerker beitraten. Die Bevölkerung nahm am Aprilaufstand (1876) teil, mit einem Trupp unter Führung des Haiduken Stoil (Стоил войвода), der heldenhaft unterging.
Während des Russisch-Türkischen Krieges (1877–1878), der die Befreiung Bulgariens von der 500-jährigen osmanischen Herrschaft brachte, lag das Gebiet zeitweise im Zentrum der Kriegshandlungen. Im Ergebnis gab es Tausende Tote, Obdachlose, niedergebrannte Häuser, Kirchen, Schulen. Am 14. Januar 1878 haben die russischen Truppen (Erstes Sankt-Petersburger Regiment unter Oberst Wasilij Balk) das niedergebrannte und fast völlig entvölkerte Nowa Sagora befreit.

## Sonstiges
Der Feiertag der Stadt ist jährlich am 14. Oktober. Die Stadt hat ein historisches Museum. Die Tschitalischte (eine Art Kulturhaus) wurde 1879 geschaffen.

## Söhne und Töchter
- Georgi Schischkoff (* 5. Juni 1912 in Nowa Sagora; † 27. April 1991 in Wasserburg am Inn), seit 1940 in Deutschland lebender Mathematiker, Philosoph, Lehrer, Universitätsprofessor, Schriftsteller und Redakteur.
- Binko Kolew (* 1958), Mittelstreckenläufer

## Städtepartnerschaften
- Feres, Griechenland
- Estoril, Portugal
- Petroșani, Rumänien